# Majlis

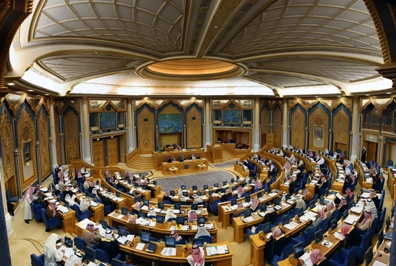
Asamblea Consultiva de Arabia Saudita (مجلس الشورى السعودي Majlis ash-Shūra as-Saʿūdiyy)

Majlis, mejlis (en árabe, مجلس mjlis, pl. مجالس majālis), meclisi o majles (en persa, مجلس) es un término árabe y persa que significa «consejo» o «asamblea». Se usa frecuentemente para describir varios tipos de reuniones especiales entre grupos de interés común, ya sea de tipo administrativo, social o religioso en países con conexiones lingüísticas o culturales con países islámicos. Comparte su raíz con el verbo جلس julush («sentarse», «asiento» o «sala de estar»). 
Majlis también puede referirse al poder legislativo o a una legislatura, y se usa para denominar a los consejos legislativos o asambleas de algunos estados donde domina la cultura islámica, como por ejemplo la Asamblea Consultiva Islámica de Irán (en persa, مجلس شورای اسلامی Maŷlés-e Šourâ-ye Eslâmí).
El término majlis también se usa para referirse a un salón o lounge, donde los huéspedes son recibidos y entretenidos.

## Majliscomo poder legislativo
- Azerbaiyán: la Asamblea Nacional de la República de Azerbaiyán se conoce como Milli Majlis.
- Majlis circasianoː la unidad entre las tribus costeras de Adigueya en Circasia
- República Autónoma de Crimeaː el Congreso del Pueblo Tártaro de Crimea, se denomina Qırımtatar Milliy Meclisi.
- Chipreː la Cámara de Representantes de Chipre, se denomina Temsilciler Meclisi.
- Chipre del Norteː la Asamblea de la República se denomina Cumhuriyet Meclisi.
- Indonesiaː la Asamblea Consultiva Popular de la República de Indonesia se denomina Majelis Permusyawaratan Rakyat Republik Indonesia.
- Iránː La Asamblea Consultiva Islámica se conoce como Majles-e Showrā-ye Eslāmī.
- Jordania: el Parlamento de Jordania se conoce como Majlis Al-Umma, y la Cámara de Representantes de Jordania se conoce como Majlis Al-Nuwaab.
- Kazajistánː el Mazhilis kazajo.
- Kuwaitː la Asamblea Nacional de Kuwait se conoce en árabe como Majlis-al-Umma.
- Maldivasː el Majlis de las Maldivas.
- Ománː la Asamblea Consultiva de Omán, llamada Majlis de Omán.
- Pakistánː el Parlamento de Pakistán se conoce oficialmente como Majlis-e-Shoora.
- Arabia Saudíː la Asamblea Consultiva de Arabia Saudí, llamada مجلس الشورى السعودي Majlis ash-Shura.
- Tayikistán: la Asamblea Suprema de Tayikistán se conoce como Majlisi Oli, la Asamblea Nacional se conoce como Majlis-i Milli, mientras que la Asamblea de Representantes, se conoce como Majlis-is Namoyandagon.
- Turquía: la Gran Asamblea Nacional de Turquía se conoce como Türkiye Büyük Millet Meclisi.
- Turkmenistán: la Asamblea de Turkmenistán se conoce como Türkmenistanyň mejlisi.
- Uzbekistán: la Asamblea Suprema de Uzbekistán se conoce como Oliy Majlis.
- Emiratos Árabes Unidosː el Consejo Nacional Federal se denomina المجلس الوطني الإتحادي, al-Majlis al-Watani al-Ittihadi.

## Majliscomo sala de una residencia

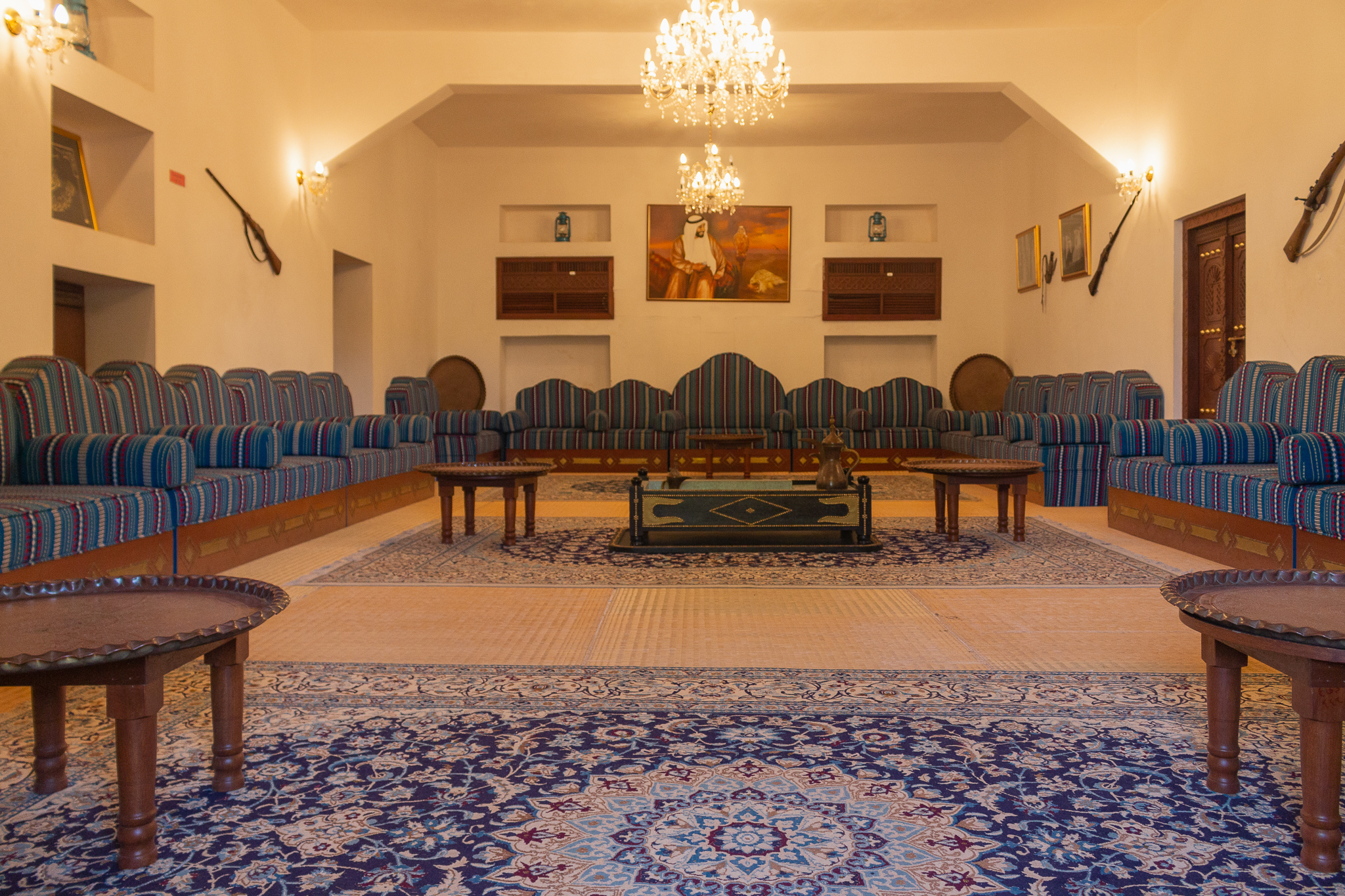
Típico majlis árabe, sala para recibir a los invitados y ofrecerles café.

El término majlis también se usa para referirse a un lugar privado donde los huéspedes, generalmente hombres, son recibidos y entretenidos. Con frecuencia, la sala tiene cojines colocados alrededor de las paredes donde se sientan los visitantes, ya sea con los cojines colocados directamente en el suelo o sobre un estante elevado.
En muchos hogares árabes, el majlis es la sala de reuniones o salón principal para recibir a los visitantes. En Arabia Saudita, la decoración de las majlis en el hogar es a menudo responsabilidad de las mujeres de la casa, quienes decoran el área o intercambian con otras mujeres para que lo hagan por ellas. En la provincia de Asir y en partes vecinas de Yemen, los diseños geométricos y los colores brillantes se utilizan en la pintura majlis o nagash.
A veces, las salas de espera públicas también se llaman majlis, ya que esta es un área donde las personas se encuentran y visitan.
En la provincia de Najd de Arabia Saudita, los revestimientos de paredes incluyen formas de estrellas y otros diseños geométricos islámicos tallados en el revestimiento de las paredes. Los patios y los pórticos de columnas superiores son las características principales de la mejor arquitectura neyedí, además de la fina madera de yeso incrustado (jiss) y las persianas pintadas, que decoran los majlis, las salas de recepción. Por lo general, en el majlis se ofrece café a los invitados los cuales se sientan en alfombras o cojines.

## Otros usos
- All India Majlis-e-Ittehadul Muslimen: partido político islámico en la India.
- The Majlis: nombre de un diario musulmán que se publica en Sudáfrica.[6]